# 石井吉也
石井 吉也（いしい よしや、1931年（昭和6年）8月27日 -  ）は、日本の法学者。専門は、商法。愛知大学名誉教授。瑞宝中綬章。

## 概要
専攻は商法。愛知大学法経学部法学科、同大学院出身。
浜松短期大学（現・浜松学院大学短期大学部）をへて愛知大学に着任。短期大学部長、図書館長、法経学部長、法学部長を歴任し、出身者として初の学長を務める。

## 人物
1931年、三重県鈴鹿市生まれ。1957年に愛知大学法経学部法学科卒業、1959年に愛知大学大学院法学研究科修士課程を修了。愛知大学では本間喜一の教えを受け、後に愛知大学に教員として勤めるようになった後も本間とは親しい関係が続いた。本間が1987年に亡くなった際には、大学葬の葬儀副委員長となった。
1962年、浜松短期大学（現・浜松学院大学短期大学部）に着任するも、1967年には母校の愛知大学法経学部に転出。学内では短期大学部第2部長、図書館長、法経学部長を歴任し、学部長在任中の1987年に任期途中で辞任した浜田稔学長の後任を決める学長選に当選。翌年3月、任期満了により退任。この間は法経学部の改組（法・経済・経営の3学部に分離）に取り組み、学長退任後の1989年に3学部の設立へと結実した。
1期目の学長退任後は大学院法学研究科長、法学部長を歴任し、法学部長在任中の1992年に牧野由朗学長の任期満了に伴う学長選に当選。再び学長となる。2期目の学長在任中は、江口圭一、加々美光行らと中国を専門的に研究する新学部の設立に奔走。1997年に「現代中国学部」を設立させる。また、副学長制度の導入を提唱し、学長退任後の2000年より愛知大学に副学長が設置されることとなった。
1999年、任期満了により学長を退任。2002年には愛知大学での定年を迎え、退職。名誉教授の称号が贈られる。同年より朝日大学大学院法学研究科の教授に就任した。2008年に久曾神昇（元学長）、牧野由朗（元学長）、小崎昌業（元外交官）、早川勝（豊橋市長）らと共に愛知大学名誉役員となる。翌年、瑞宝中綬章を受章。
現在でも愛知大学の学内機関である「経営総合科学研究所」の名誉研究員を務める。また、長らく日本海法学会の監事に就任していた。

## 略歴
- 1931年8月 - 三重県鈴鹿市に生まれる。
- 1957年3月 - 愛知大学法経学部法学科卒業。
- 1959年3月 - 愛知大学大学院法学研究科修士課程修了。法学修士。
- 1962年10月 - 浜松短期大学（現・浜松学院大学短期大学部）専任講師。
- 1967年4月 - 愛知大学法経学部助教授。
- 1972年4月 - 愛知大学法経学部教授。
- 1981年12月 - 愛知大学図書館長（- 1985年12月）。
- 1985年12月 - 愛知大学理事・法経学部長（- 1987年9月）。
- 1987年9月 - 愛知大学理事長・学長（- 1988年3月）。
- 1989年4月 - 愛知大学法学部教授。
- 1989年10月 - 愛知大学大学院法学研究科長（- 1990年12月）。
- 1990年12月 - 愛知大学理事・法学部長（- 1992年3月）。
- 1992年4月 - 愛知大学理事長・学長（- 1999年11月）。
- 2002年4月 - 朝日大学大学院法学研究科教授。
- 2002年4月 - 愛知大学名誉教授。
- 2008年6月 - 愛知大学名誉役員。
- 2009年11月 - 瑞宝中綬章受章[4]。

## 著書

### 共著
- （愛知大学法経学会〔編〕）『愛知大学三十周年記念論文集』（1976年／愛知大学法経学会）
- （杉浦市郎）『東三河地方における小規模株式会社の法的実態』（1988年／愛知大学経営会計研究所）